# Xギフト
「Xギフト」（エックスギフト）は、X21の4枚目のシングル。2014年12月3日にavex traxから発売された。楽曲のセンターポジションは吉本実憂。

## 背景とリリース
前作「ハッピーアプリ」から約3か月ぶりとなる、2014年4枚目のシングル。CD+DVD盤、CD盤、イベント会場限定盤CD2種（全13種ランダムピクチャーレーベルから1種と全13種ピクチャーレーベル仕様 全種コンプリートセット）、ミュージックカードの計5形態で発売。
「Xギフト」選抜メンバーは12人で、「ハッピーアプリ」と同じメンバー。
ミュージックビデオは、2014年10月に茨城県内の結婚式場で撮影され、山木秀夫（山木コハルの実父）がドラムスで参加している。

## シングル収録トラック
| #         | タイトル                          | 作詞       | 作曲      | 編曲      | 時間  |
| --------- | --------------------------------- | ---------- | --------- | --------- | ----- |
| 1.        | 「Xギフト」                       | Mio Aoyama | 大西克巳  | 大西克巳  | 4:47  |
| 2.        | 「あなたのとなり」                | BOUNCEBACK | 渡辺徹    | 渡辺徹    | 4:36  |
| 3.        | 「Xギフト (Instrumental)」        |            |           |           | 4:47  |
| 4.        | 「あなたのとなり (Instrumental)」 |            |           |           | 4:33  |
| 合計時間: | 合計時間:                         | 合計時間:  | 合計時間: | 合計時間: | 18:45 |

| #  | タイトル                              | 作詞 | 作曲・編曲 |
| -- | ------------------------------------- | ---- | ---------- |
| 1. | 「Xギフト (MUSIC VIDEO)」             |      |            |
| 2. | 「Xギフト (MUSIC VIDEOオフショット)」 |      |            |

## 選抜メンバー
| - 泉川実穂 - 松田莉奈 - 吉本実憂 - 籠谷さくら | - 田中珠里 - 長尾真実 - 井頭愛海 - 白鳥羽純 | - 上水口萌乃香 - 山木コハル - 末永真唯 - 小澤奈々花 |